# Чантек
Чантек (англ. Chantek; 17 грудня 1977- 7 серпня 2017, Атланта, Джорджія ) - орангутан, що знаменитий через свої інтелектуальні здібності, в тому числі вивченням Американської жестової мови (АЖМ). В малайській та індонезійській мовах слово cantik означає "прекрасний"

## Біографія
Народився в Національному дослідницькому центрі приматів Еморі, він є гібридом суматранського та калімантанського орангутанів. У віці 9 місяців був перевезений в  Університет Теннессі в Чаттанузі (УТЧ). Антрополог Лін Майлз була головною проєкту по дослідженню людиноподібних мавп, вона та декілька студентів піклувалися про нього перші кілька місяців після його приїзду. Майлз навчила його перших жестів: їжа/їсти та пити. Скоро Майлз найняла асистентку - Енн Сауткомб(Ann Southcombe). Вона вже мала досвід виховання сімох дитинчат горил. Чантек прожив майже 9 років в спеціальному трейлері в кампусі УТЧ. В цьому університеті його так любили, що його фото було в щорічнику. Через те, що він ставав більшим та набирав вагу, його повернули в Національний дослідницький центр приматів Еморі, де він і провів наступні 7 років. В 1997 році він переїхав в зоопарк Атланти. Там він жив з другими орангутанами, любив творчі справи: малювання, роботу з бісером та конструювання різних речей
В 2013 році Animal Planet зняли про нього документальний фільм із серії A Wild Affair, під заголовком "Мавпа, що ходила до коледжу"(The Ape That Went to College). Лін Майлз іноді відвідувала його, Чантек досі використовував жести, а особливо коли Майлз відвідувала його. Помер Чантек 7 серпня 2017 в зоопарку Атланти.

## Розумові здібності
Чантек знав приблизно 150 символів АЖМ, розумів розмовну англійську. Він робив і використовував знаряддя праці й навіть розумів сенс грошей. Чантек володів достатнім просторовим мисленням для того, щоб керувати рухом по маршруту з Університету Теннессі в Чаттанузі до найближчого магазину Dairy Queen. Він любив креативні роботи: створювання намиста, малювання, музику. Як і маленькі діти, Чантек віддавав перевагу іменам, а не займенникам, навіть коли розмовляв напряму з тією людиною. Він створював свої власні жестові позначення для педметів, наприклад, жест око + жест пити для контактних лінз. Просторові навички в нього з'явилися так рано, як в більшості людських дітей, він так само, як і люди показував пальцем на якісь предмети.
Чантек демонстрував самосвідомість, доглядаючи за собою дивлячись у дзеркало. Він демонстрував певні риси інтуїтивного та мисленнєвого характеру, які можна порівняти з раціональністю. Його інтелектуальні та лінгвістичні здібності змусили деяких вчених, в тому числі Майлз та Дон Прінс-Г'юз розглядати його, як особистість

## Особистість орангутанів
Терміном особистість часто позначають тварин, які демонструють свідомість, мови та акультурацію. Майлз та її однодумці прагнуть поширити особистість на людиноподібних мавп аж до рівня закріплених законом прав. Для цього Майлз створила проєкт Чантек, для подальшого вивчення розуму орангутанів. Її роботу підтримує Chantek Foundation, мета якої розвинути наукове розуміння орангутанів, підтримати культурні та лінгвістичні дослідження з орангутанами та сприяти збереженню орангутанів